# Манчестерський замок
Манчестерський замок (англ. Manchester Castle) — середньовічна фортеця, імовірно знаходилася між річками Ірвелл і Ірк в однойменному місті Манчестер, Велика Британія. Не зберігся.
Перша згадка про споруду відноситься до 1184 року, а в одному з історичних документів 1215 року замок значиться за сімейством Грейлі, баронами Манчестера. Спочатку, споруди були дерев'яними, і лише набагато пізніше зведені в камені. Навколо замку розташовувалося три рови з водою.
У своїй книзі «Warfareё in England» (1912), письменник і історик Гілер Беллок назвав Манчестерський замок однією з двох найважливіших оборонних ліній середньовічної Англії разом з лінією річки Темза. Замок не зберігся до нашого часу, і на його місці нині стоїть музична школа.